# 창원대산중학교
창원대산중학교(昌原大山中學校)는 대한민국 경상남도 창원시 의창구 대산면 제동리에 있는 사립 중학교이다.

## 학교 연혁
- 1947년 4월 26일 : 제1대 장병두 교장 취임
- 1949년 4월 26일 : 문교부 장관 인가
- 1951년 7월 17일 : 제1회 졸업식
- 1961년 3월 1일 : 중, 고등학교 병합(이상희 이사장 취임)
- 1981년 8월 31일 : 대산학원으로 변경
- 2011년 3월 1일 : 대산학원 이두형 이사장 취임
- 2023년 2월 10일 : 제73회 졸업식(30명, 총 15,861명)
- 2023년 3월 2일 : 신입생 37명(남 22명, 여 15명)
- 2023년 9월 1일 : 제18대 최갑열 교장 취임

## 참고 자료
- 창원대산중학교 - 한국교육학술정보원 학교알리미